# Circa Survive
Circa Survive — американський рок-гурт із Філадельфії, штат Пенсільванія, створений у 2004 році. Гурт, який очолив і заснував Ентоні Грін, складається з колишніх учасників This Day Forward і Taken.
Circa Survive швидко зробили собі ім’я на сцені інді-музики трохи більше ніж за два роки з дебютним альбомом 2005 року Juturna та другим альбомом On Letting Go, що вийшов 2007 року. Обидва альбоми вийшли на Equal Vision Records. Третій альбом, Blue Sky Noise, вийшов на Atlantic Records у 2010 році. Після виходу з Atlantic Records четвертий альбом гурту Violent Waves вийшов самостійно у 2012 році. П'ятий альбом, Descensus, вийшов Sumerian Records у 2014 році, а шостий, The Amulet, з Hopeless Records у жовтні 2017 року. Після цього гурт випустив два мініальбоми на Rise Records: A Dream About Love у жовтні 2021 року та A Dream About Death у лютому 2022 року. У жовтні 2022 року гурт оголосив про перерву на невизначений термін.

## Історія

### Заснування таThe Inuit Sessions(2004–2005)
Вокаліст Ентоні Грін залишив гурт Saosin у 2004 році, пізніше зазначивши, що «головне те, що я просто боявся. Я боявся взяти на себе зобов’язання». Грін зустрівся з Коліном Франжікетто, другом, з яким він «джемував» під час перебування у гурті, і вони вирішили почати запис і запрошення учасників. Так народився Circa Survive.
Франджікетто та Грін за повної підтримки Equal Vision Records залучили Брендана Екстрома. Екстром був товаришом Франджікетто по гурту This Day Forward, який нещодавно розпався. І Екстром, і Франджікетто гастролювали з Taken під час This Day Forward і залучили Ніка Бірда, попереднього бас-гітариста Taken, наступним учасником Circa Survive. Гурт познайомився зі Стівеном Кліффордом через Вадима Тейвера з гурту Marigold (а також з This Day Forward); «Стів джемував з нами протягом тижня, і з цього моменту все почалося», — сказав Франджікетто.
Першим релізом Circa Survive був мініальбом The Inuit Sessions 18 березня 2005 року. Він містив чотири треки: «Act Appalled», «Handshakes at Sunrise», «The Great Golden Baby» і «Suspending Disbelief».

### Juturna(2005–2006)
Juturna, перший альбом Circa Survive, вийшов 19 квітня 2005 року в Сполучених Штатах і 31 січня 2006 року в Японії на Equal Vision Records. Спочатку про це було оголошено на сторінці гурту MySpace у листопаді 2004 року. Подробиці щодо його звучання залишалися розпливчастими, хоча гурт заявив, що буде інформувати своїх шанувальників через вебсайт, сторінку MySpace, сторінку PureVolume та сторінку YouTube. Незадовго до офіційного релізу альбом повністю опублікували на їхній сторінці в MySpace. Juturna посіла 183 місце в Billboard 200. Альбом був спродюсований Браяном Мактернаном у Salad Days Studios у Балтіморі.
Гурт черпав натхнення для альбому в книзі «Дім листя» і фільмі «Вічне сяйво чистого розуму». Під час онлайн-сесії запитань і відповідей 20 квітня 2010 року Брендан відкинув твердження, що Juturna був концептуальним альбомом, що ґрунтується на «Вічному сяйві чистого розуму», але сказав, що існує основна концепція. Шанувальники припускають, що ця концепція нечітко стосується людських спогадів. "Oh, Hello" є прикладом цього своїм текстом. Рішення назвати бонус-трек альбому, який з’являється після пісні «Meet Me In Montauk» і тиші, що настає за нею о 8:56, «House of Leaves», було більш-менш спільним рішенням гурту та їхніх шанувальників. Різні учасники гурту заявили, що вони прочитали принаймні частину книги протягом багатьох років з моменту її випуску в 2000 році.
Звучання альбому характеризується помітним використанням насичених ефектами подвійних гітарних мелодій над поліритмічними ударними. Підхід гітаристів до написання пісень набуває ознак джазу та шугейзу. Відтоді альбом вважається надзвичайно впливовим для постхардкорної спільноти. Члени гурту нещодавно відзначили King Crimson, Björk, Thee Silver Mt.Zion Memorial Orchestra та Godspeed You! Black Emperor як вплив на звучання альбому.

### On Letting Go(2007–2008)
On Letting Go — другий альбом Circa Survive. Вийшовши 29 травня 2007 року на лейблі Equal Vision Records, альбом увійшов до американського Billboard 200 під №24 і продав близько 24 000 копій за перший тиждень. До 11 липня 2007 року лише в США було продано 51 357 копій.
Як і для попередніх альбомів, Ісао Ендрюс розробив обкладинку, а Браян Мактернан продюсував альбом. З цим релізом звучання гурту кардинально не змінилося. Він як і раніше був відшліфованим і вишуканим, з гітарами та барабанами набагато щільнішими (але все ще звивистими, коли це було необхідно), а басом — помітнішим. У ліричному плані гурт «...нагадує про епоху, коли туманний ліризм і безрозсудний самоаналіз були передумовами легітимності та позачасу».
Навесні 2008 року Circa Survive випустила сторону Б On Letting Go «1000 Witnesses» для шанувальників через благодійну організацію Invisible Children, намагаючись зібрати гроші на цю справу. У червні 2008 року вони також випустили сторону Б "The Most Dangerous Commercials" як благодійне завантаження, щоб допомогти перенести місцевий музичний магазин Siren Records у Дойлстаун, штат Пенсільванія.

### Blue Sky NoiseтаAppendage(2008–2010)
Після гри на розігріві у Thrice і Pelican під час їхнього весняного туру 2008 року, Circa Survive повернулися до Філадельфії, щоб записати третій альбом, який тоді ще не мав назви. Наприкінці 2008 року відбулася коротка частина концертів у східній частині США, а в лютому 2009 року відбулося чотири концерти в Південній Каліфорнії. Після цього гурт більше не гастролював до попередньо запланованого туру хедлайнерів для їх майбутнього третього альбому. Зростання Ентоні Ґріна як гітариста відіграло важливу роль у Blue Sky Noise, який гурт назвав абсолютно «новою главою».
3 серпня Circa Survive оголосили, що вони почали запис свого третього альбому в Торонто і вибрали Девіда Боттріла продюсером. Вони також заявили: «Після завершення нашого контракту з Equal Vision ми почали довгі пошуки, щоб знайти наш наступний дім. Ми зустрічалися з багатьма лейблами і вирішили, що Atlantic Records є найкращим місцем для нас, щоб продовжити наше зростання як гурту та допомогти нам випускати нашу музику в усьому світі».

Circa Survive у турі на підтримку Blue Sky Noise 24 листопада 2010 року

У Twitter вони заявили, що планують записати 16 пісень, але не всі вони будуть в альбомі. Проте сказали, що якось випустять усі. Вони опублікували вісім оновлених відео, на яких зображено кілька пісень. Студійний запис було завершено наприкінці жовтня 2009 року, а зведення було завершено 1 лютого 2010 року Річем Кості.
16 лютого 2010 року вони оголосили, що їхній новий альбом буде називатися Blue Sky Noise і вийде 20 квітня 2010 року. Альбом можна було попередньо придбати, і ті, хто це зробив, отримали цифрову копію альбому на тиждень раніше, а також перший сингл «Get Out» миттєво. Альбом увійшов до Billboard 200 під № 11, що є найвищою позицією гурту.
18 жовтня 2010 року Myspace Transmissions випустили живий мініальбом гурту, який грав п'ять треків з Blue Sky Noise, а також кавер на пісню Nirvana "Scentless Apprentice".
Другий мініальбом Circa Survive, Appendage, вийшов 30 листопада 2010 року. Він містить п'ять треків: "Sleep Underground" (Demo), "Stare Like You'll Stay", "Everyway", "Backmask" і "Lazarus".

### Violent Waves(2012–2014)
16 квітня 2012 року Circa Survive почали запис своєї четвертої платівки «Violent Waves». 25 червня 2012 року Circa запустила веб-сторінку попереднього замовлення Violent Waves, офіційно оголосивши назву альбому та дату виходу, 28 серпня 2012 року, а також нову пісню під назвою «Suitcase». Гурт також підтвердив, що альбом вийде самостійно.
3 березня 2014 року через Pitchfork було оголошено, що Circa Survive випустить 7-дюймову вінілову платівку з гуртом Sunny Day Real Estate на Record Store Day 2014 (19 квітня). Спліт містить «Lipton Witch» від Sunny Day Real Estate — їхню першу нову пісню за 14 років — і «Bad Heart» від Circa Survive, сторону Б, яка була записана після випуску альбому «Violent Waves» у 2012 році.

### Descensus(2014–2016)
У середині квітня 2014 року Circa Survive знову увійшли до Studio 4 у Коншохокені, Пенсільванія, щоб записати свій п’ятий альбом із продюсером/інженером Віллом Іпом. Під час сесій вони записали 11 пісень і завершили запис до кінця травня. 19 травня 2014 року під час інтерв’ю Saosin у Skate and Surf Ентоні Грін заявив, що у Circa Survive «вийде новий альбом, сподіваюся, восени, я маю на увазі, що я, чорт забирай, не повинен навіть цього говорити». 19 квітня 2014 року гурт випустив EP-реліз із Sunny Day Real Estate під назвою Sunny Day Real Estate / Circa Survive Split 7".
15 серпня 2014 року гурт оголосив про підписання контракту з Sumerian Records для випуску п’ятого альбому, а також перевидання четвертого альбому Violent Waves. В інтерв’ю Alternative Press, опублікованому в серпні 2014 року, Грін сказав: «Ну, наступний альбом Circa готовий. Ми зараз на завершальному етапі отримання остаточних міксів». «Це, безумовно, найагресивніший запис Circa, який ми коли-небудь робили. Це перша наша платівка, яку я міг слухати спереду назад, не маючи тієї пісні, про яку я сказав: «Так, я міг би зробити тут краще». У кожній пісні є момент, який змушує мене почуватися смішним. Мені здається, що я просто перевершив себе. Я відчуваю, що ми справились краще, ніж раніше».
Альбом під назвою Descensus вийшов 24 листопада 2014 року. Обкладинку альбому знову зробив Есао Ендрюс. 27 жовтня 2014 року гурт випустив перший сингл і кліп від Descensus під назвою «Schema». Другий сингл «Only the Sun» показали 5 листопада 2014 року. Його відео містить візуальні елементи, використані в турі для альбому з Title Fight, Tera Melos і Pianos Become the Teeth. 
У січні 2017 року гурт розпочав тур на честь десяти років «On Letting Go» за підтримки MewithoutYou та Turnover.

### The Amulet(2017–2021)
10 липня 2017 року гурт анонсував свій наступний альбом The Amulet. Разом з анонсом вони випустили сингл під назвою «Lustration» з супровідним музичним кліпом. Альбом вийшов 22 вересня 2017 року на Hopeless Records. 10 серпня 2017 року гурт випустив другий кліп-сингл «Rites of Investiture». 30 серпня 2017 року вони випустили третій і заголовний сингл «The Amulet». Незадовго до виходу LP 14 вересня 2017 року гурт випустив свій останній кліп-сингл «Premonition of the Hex».
Гурт оголосив про спільний тур із Thrice у супроводі Balance and Composure та Chon по Північній Америці, який розпочнеться в Сан-Хосе 2 листопада.
У жовтні 2018 року гурт випустив дві пісні під назвою «Dark Pools» і «Indras Net» для майбутнього спецвипуску «The Amulet», який вийде 2 листопада 2018 року. А також кліп на пісню «Flesh and Bone».

### Two Dreamsта перерва (2021 — 2022)
4 червня 2021 року гурт представив новий сингл під час титрів прямого ефіру Live Sky Noise. 8 жовтня гурт випустив сингл Imposter Syndrome і анонсував EP, який вийде пізніше того ж місяця.
22 жовтня 2021 року гурт випустив A Dream About Love, а потім 4 лютого 2022 року вийшов A Dream About Death. Ці мініальбоми представляють невеликий відхід від усталеного звучання гурту, використовуючи більш електронний підхід.
30 серпня 2022 року гурт оголосив, що їхні учасники покинуть з Circa Survive зі ставки на повний робочий день, що призвело до спекуляцій щодо майбутнього гурту. Грін уточнив на своїй сторінці в Twitter, що гурт не розпався. Однак 18 жовтня 2022 року гурт підтвердив, що бере перерву на невизначений термін.
Була поширена заява гурту:
Багато з вас запитували, яка ситуація з нами, і щоб бути абсолютно чесними, наш майбутній шлях наразі невизначений. Наразі ми розглядаємо питання стосовно невизначеної перерви Circa. Ми хочемо подякувати вам за всю вашу любов і підтримку, особливо за останні кілька років, які були найважчими, які нам доводилося пережити. Особлива подяка "створінням" (можливо, мається на увазі фанатам або прихильникам).
19 жовтня 2022 року Circa Survive оголосили, що об’єднають обидва мініальбоми «Dream» і перевидадуть їх як сьомий студійний альбом гурту під назвою Two Dreams, який має вийти 16 грудня 2022 року. Реліз альбому супроводжуватиметься живими сесійними відео.

## Вплив
За словами вокаліста Ентоні Гріна, на Circa Survive вплинули Deftones, Thrice, Paul Simon, dredg і Б'єрк. Грін називає Nirvana основним впливом, а Circa Survive часто виконують кавери на пісні Nirvana. Грін заявив, що одним із його улюблених альбомів є Mapping an Invisible World гурту Days Away.
Протягом усієї їхньої музичної кар’єри, але особливо щодо їхнього першого альбому Juturna, фільм 2004 року «Вічне сяйво чистого розуму» справив великий вплив на Circa Survive. Прихований трек альбому оснований на романі Марка З. Данилевського «Дім листя», що дає йому неофіційну назву. Лірично їхній третій альбом Blue Sky Noise оснований на боротьбі Гріна з психічним захворюванням, причому багато текстів написані під час його добровільного тритижневого перебування в психіатричній лікарні.

## Учасники гурту
Поточний склад
- Ентоні Грін — ведучий вокал
- Колін Франжікетто — ритм-гітара, бек-вокал
- Брендан Екстром — соло-гітара
- Нік Бірд — бас, бек-вокал
- Стів Кліффорд — барабани, перкусія

Учасники сесії/гастролей
- Кіт Гудвін — клавішні (2021-2022)

## Тури та виступи
Circa Survive кілька разів гастролювала, включаючи національні тури по Сполучених Штатах. Вони гастролювали взимку 2005 року з My Chemical Romance і Thrice. Того літа вони були одними з хедлайнерів туру. Circa Survive також відкривали концерти для Mutemath, Mae і Dredg у кожному з їхніх хедлайнерських турів. Circa Survive грали на фестивалі Bamboozle у 2005, 2006, 2007, 2008 та 2011 роках у Нью-Джерсі. Вони також зіграли кілька концертів під час туру The Vans Warped Tour у 2005 році. На початку 2006 року вони вирушили в тур по Європі з Coheed and Cambria і Thrice після того, як у вересні 2005 року завершили тур із Motion City Soundtrack. Вони також гастролювали з Saves The Day, Moneen і Pistolita. Влітку 2006 року вони розпочали свій перший хедлайнерський тур, The Twilight Army Tour, з The Receiving End of Sirens, Days Away, Portugal. The Man, YouInSeries і Кітінгом. Потім восени 2006 року вони вирушили в тур із Thursday, Rise Against і Billy Talent. Гурт також брав участь у турі Alternative Press Rockstar, виступаючи хедлайнерами з Cute Is What We Aim For та супроводжувальним гуртом As Tall As Lions.
У квітні 2007 року Circa Survive виступали на фестивалі мистецтва та музики Coachella в Індіо, Каліфорнія. Влітку 2007 року гурт відіграв весь тур Vans Warped разом із такими гуртами, як Coheed and Cambria, The Used, Anberlin і Bad Religion. Circa Survive відкривали шоу My Chemical Romance 2007 у Вустері, а також виступили на шоу в Австралії та Новій Зеландії. Circa Survive виступили як основний супроводжувальний гурт Thirty Seconds to Mars 14 вересня 2007 року в Brixton Academy. Circa Survive завершили гастролі з Ours, Fear Before, Dear and the Headlights і The Dear Hunter у листопаді 2007 року. Напередодні Нового року 2007 року у них був концерт Thursday і The Gaslight Anthem у The Starland Ballroom у Сейревіллі, Нью-Джерсі. Гурт грав у турі Kerrang! 2008 року з Madina Lake, Coheed and Cambria та Fightstar. 24 січня 2008 року було оголошено, що Circa Survive вирушать у тур навесні 2008 року з Thrice і Pelican.
Circa Survive, як відомо, включає інші візуальні елементи до виступів. Ентоні Грін часто одягав костюми на музичні фестивалі просто неба, особливо на The Bamboozle у 2006 році та The Vans Warped Tour у 2007 році  Гурт під час туру Letting Go включав німий фільм, який проєктували над гуртом.
У 2010 році, після завершення зведення для Blue Sky Noise у лютому, Circa Survive почали виступати на середньому заході Сполучених Штатів у березні, часто супроводжуючи Good Old War і The Christmas Lights. Гурт виступав на щорічному фестивалі SXSW в Остіні, штат Техас, з 18 по 24 березня. Вони також виступали в Анахаймі на Hoodwink Festival 26 березня та на The Bamboozle 27 березня. Через місяць, після випуску Blue Sky Noise 20 квітня, Circa Survive розпочали розширений тур із Coheed and Cambria та Torche, який розпочався в Шарлотті, штат Північна Кароліна, 22 квітня та завершився 29 травня в Атлантик-Сіті. 19 червня 2010 року Circa Survive виступили на пляжі Санта-Моніка на заході Pac Sun Beach Ballyhoo, який було закрито достроково через переповненість, перш ніж гурт встиг виконати свої останні дві пісні. Після одинадцятиденного туру по західному узбережжю США наприкінці липня Circa Survive вирушили у вересневий європейський тур із Middle Class Rut, який розпочався в Гамбурзі, Німеччина, 6 вересня та закінчився в Ноттінгемі, Англія, 18 вересня. Їхнє шоу в Лондоні 15 вересня транслювалося в прямому ефірі через Інтернет і залучило понад 43 000 глядачів онлайн.
Потім вони вирушили в тур по США Blue Sky Noise з Animals as Leaders, Dredg і Codeseven. Тур розпочався 15 жовтня 2010 року в Хартфорді, штат Коннектикут, і завершився 13 грудня в Бейкерсфілді, штат Каліфорнія. У січні 2011 року вони починають гастролі з Anberlin і Foxy Shazam. 17 лютого 2011 Circa Survive виступили з Timeout Jimmy в Ратґерському студентському центрі Ратґерського університету в Нью-Брансвіку, Нью-Джерсі. Вони також грали на розігріві у Linkin Park під час туру A Thousand Suns Tour для концертів у Далласі та Х’юстоні, Техас.
Circa Survive гастролювали з My Chemical Romance на розігріві разом із Architects. Обидва гурти відкривали виступи My Chemical Romance для північноамериканського етапу The World Contamination Tour.
Circa Survive вирушили у тур Violent Waves, який розпочався 13 вересня 2012 року в Нью-Гейвені, штат Коннектикут, і завершився 27 жовтня 2012 року в Сейревіллі, штат Нью-Джерсі. Balance and Composure, O'Brother і Touché Amoré виступили на розігріві. У них було 33 шоу для цього туру. Після 6 вони грали в Атланті, штат Джорджія, на Nervous Energies Session. Потім вони продовжили тур Violent Waves. У них було 2 концерти Record Release для нового альбому, обидва в серпні.
У квітні 2013 року Circa Survive відвідали Малайзію, Сінгапур і 27 квітня 2013 року відвідали рок-фестиваль Pulp Summer Slam XIII "Til Death Do Us Part" у Манілі, Філіппіни. На концерті в Манілі виступили Circa Survive разом із Dragonforce, Amoral, Cannibal Corpse, Coheed and Cambria, As I Lay Dying, A Skylit Drive і 4 місцевими філіппінськими гуртами. 26 квітня 2013 року Circa Survive взяли участь у прес-конференції з Dragonforce і Amoral для реклами рок-фестивалю в Манілі.
Circa Survive оголосили, що вони будуть хедлайнерами з Minus the Bear разом із розіграшами Now, Now у турі «Waves Overhead». Цей тур розпочався 6 березня 2013 року і закінчився 30 березня 2013 року.
16 жовтня 2013 року Circa Survive оголосила про спеціальне шоу наприкінці року, яке відбудеться в суботу, 28 грудня 2013 року, у Shrine Expo Hall у Лос-Анджелесі. Гурт «зіграє розширений набір улюблених композицій з усіх наших альбомів, разом з кількоми раритетними композиціями і спеціальними гостями» і зніме шоу, яке випустить у 2014 році. Шоу вийшло на DVD, яке ввійшло до перевидання Violent Waves, його випустили Sumerian Records 9 вересня 2014 року.
6 січня 2015 року було оголошено, що Circa Survive виступить у день 3 (12 та 19 квітня) фестивалю музики та мистецтв Coachella Valley в Індіо, Каліфорнія.
29 січня 2015 року гурт оголосив про свій тур навесні 2015 року з Balance and Composure і Chon.
11 жовтня 2016 року гурт оголосив про свій десятирічний ювілейний тур On Letting Go з MewithoutYou та Turnover. Під час цього туру сет-лист гурту складався з пісень з альбому On Letting Go у такому ж порядку, як вони представлені на альбомі, з перемежуванням з сторонами Б та невиданими піснями з процесу написання.

## Дискографія
- Juturna (2005)
- On Letting Go (2007)
- Blue Sky Noise (2010)
- Violent Waves (2012)
- Descensus (2014)
- The Amulet (2017)
- Two Dreams (2022)

## Музичні кліпи
- «Act Appalled» (живий монтаж) (2005) з Juturna
- «Act Appalled» (2006) з Juturna
- «In Fear And Faith» (живий монтаж) (2006) з Juturna
- «The Difference Between Medicine and Poison Is in the Dose» (2007) з On Letting Go
- «Get Out» (Live Montage) (2010) з Blue Sky Noise
- «Imaginary Enemy» (2010) з Blue Sky Noise
- «Suitcase» (2012) з Violent Waves
- «Sharp Practice» (2012) з Violent Waves
- «Schema» (2014) з Descensus
- «Only the Sun» (2014) з «Descensus»
- «Child Of The Desert» (2015) з Descensus
- «Lustration» (2017) з «The Amulet».
- «Rites of Investiture» (2017) з The Amulet
- «The Amulet» (2017) з The Amulet
- «Premonition of the Hex» (2017) з The Amulet
- «Flesh and Bone» (2018) з «The Amulet»
- «Imposter Syndrome» (2021) з EP A Dream About Love
- «Electric Moose» (2022) з EP A Dream About Death

## Обладнання

### Гітарне обладнання та потік сигналу
- Брендан Екстром грає на гітарі Melancon ручної роботи, які виробляють поблизу Нового Орлеана, США.[29]
- Детальна схема гітарного обладнання Circa Survive Брендана Екстрома 2011 року добре задокументована.[33]